# 謎の処方箋 コントS錠
『謎の処方箋 コントS錠』（なぞのしょほうせん コントエスじょう）とは、関西テレビほかで放送されていたバラエティ番組である。製作局の関西テレビでは1998年4月6日から同年9月まで放送。
タイトルの「S」は、出演タレントが全員松竹芸能 (Shochiku Geino) 所属であることに由来する。

## 出演者
（オープニング映像での登場順）
- T・K・O - 木本武宏、木下隆行
- のイズ - 久田俊裕、池上雅彦
- ますだおかだ - 増田英彦、岡田圭右
- 松本美香
- 藤井日菜子

## スタッフ
- 企画：植村泰之（KTV）
- 作・構成：東野博昭、杉本つよし、桝野幸宏、小林仁、森脇尚志
- TD（テクニカルディレクター）：岩井啓一
- CAM（カメラマン）：堀田秀人
- VE（ビデオエンジニア）：平井良昌
- AUD（オーディオ音声）：窪田徹也、伊達洋
- LD（ライティングディレクター）：徳田善春
- SE（サウンドエフェクター）：田口雅敏
- EED（ビデオ編集）：橋本秀幸、金本靖夫
- 美術：岸村信治
- 美術進行：山口政宗
- 衣装：岡本忠治
- メイク：オフィスサヨコ
- 広報：乾充貴（KTV）
- 制作進行：谷川陽三
- 取材ディレクター：吉村岳朗（東通企画）、北野裕隆
- 演出・プロデューサー：松本浩（メディアプルポ）
- プロデューサー：佐藤洋介（KTV）、高林純平・小川純一（松竹芸能）
- 技術協力：テレプロ、戯音工房
- 美術協力：すくらんぶる、東京衣裳
- 協力：オフィス元気
- 制作協力：メディアプルポ
- 制作：関西テレビ、松竹芸能

## 放送局
- 関西テレビ - 製作局。
- 高知さんさんテレビ
- テレビ西日本 - 番組のネットが縁で福岡でのロケが行われた。

| スタブアイコン | サブスタブ | この項目は、まだ閲覧者の調べものの参照としては役立たない、テレビ番組に関連した書きかけの項目です。この項目を加筆・訂正などしてくださる協力者を求めています（P:テレビ/PJ:放送または配信の番組）。 |